# Ashland (azienda)
Ashland Global Specialty Chemicals Inc. è una società chimica statunitense con sede a Covington, nel Kentucky.
La società è stata fondata nel 1924 come Ashland Refining Company Paul G. Blazer. L'azienda si occupa principalmente di estrazione e raffinazione di petrolio, prodotti chimici e solventi, materiali compositi e materie plastiche. L'azienda rientra nell'indice S&P 400. Nel 2016 contava circa 10.800 dipendenti, con un fatturato di $ 4,948 miliardi, un reddito operativo di $ 327 milioni, asset di $ 3,16 miliardi e un capitale proprio di $ 57 milioni.